# Condado de Clark (Idaho)
El condado de Clark (en inglés: Clark County), fundado en 1919, es uno de los 44 condados del estado estadounidense de Idaho. En el año 2000 tenía una población de 1022 habitantes con una densidad poblacional de 0.22 personas por km². La sede del condado es Dubois.

## Geografía
Según la Oficina del Censo, el condado tiene un área total de 4572 km² (1765,3 mi²), de la cual 4570 km² (1764,5 mi²) es tierra y 2 km² (0,8 mi²) (0.03%) es agua.

### Condados adyacentes
- Condado de Lemhi - oeste
- Condado de Butte - suroeste
- Condado de Jefferson - sur
- Condado de Fremont - este
- Condado de Beaverhead - norte

### Carreteras
- - Interestatal 15 - Monida Pass
- - SH-22

## Demografía
En el 2000 la renta per cápita promedia del condado era de $$31 576, y el ingreso promedio para una familia era de $31 534. En 2000 los hombres tenían un ingreso per cápita de $23 854 versus $20 192 para las mujeres. El ingreso per cápita para el condado era de $11 141. Alrededor del 19.90% de la población estaba bajo el umbral de pobreza nacional.

## Comunidades

### Ciudades
- Dubois
- Spencer

### Comunidades no incorporadas
- Kilgore